# Municipio de Coatzintla
El municipio de Coatzintla es uno de los 212 municipios en que se encuentra dividido el estado mexicano de Veracruz. Su cabecera es la población de Coatzintla. Es parte de la Zona metropolitana de Poza Rica.

## Geografía
El municipio se encuentra localizado en la norte del estado de Veracruz, en la Región Totonaca y en los límites con el estado de Puebla. Tiene una extensión territorial de 278.357 kilómetros cuadrados que representan el 0.39 % de la extensión total de Veracruz. Sus coordenadas geográficas extremas son 20°21′ - 20°30′ de latitud norte y 97°23′ - 97°39′ de longitud oeste, y su altitud va de un mínimo de 10 a un máximo de 400 metros sobre el nivel del mar.
El territorio municipal limita al norte con el municipio de Tihuatlán, al noreste con el municipio de Poza Rica de Hidalgo, al este con el municipio de Papantla, al sur con el municipio de Espinal y al suroeste con el municipio de Coyutla. Al noroeste limita con el municipio de Venustiano Carranza del estado de Puebla.

## Demografía
De acuerdo a los resultados del Censo de Población y Vivienda de 2020 realizado por el Instituto Nacional de Estadística y Geografía, la población total del municipio de Coatzintla asciende a 55 016 personas, de las que 28 724 son mujeres y 26 292 son hombres.
La densidad poblacional es de 173.7 habitantes por kilómetro cuadrado.

### Localidades
El municipio incluye en su territorio un total de 163 localidades. Las principales, considerando su población del censo de 2020 son:
| Localidad               | Población |
| ----------------------- | --------- |
| Coatzintla              | 34 039    |
| Geovillas del Real      | 3 154     |
| Manuel María Contreras  | 2 326     |
| Palma Sola              | 1 892     |
| Corralillos             | 1 424     |
| Las Palmas              | 1 179     |
| Pueblo Nuevo            | 1 098     |
| Troncones y Potrerillos | 927       |
| Furberos                | 290       |
| Total Municipio         | 55 016    |

## Política

### Representación legislativa
Para la elección de diputados locales al Congreso de Veracruz y de diputados federales a la Cámara de Diputados federal, el municipio de Coatzintla se encuentra integrado en los siguientes distritos electorales:
Local:
- Distrito electoral local de 5 de Veracruz con cabecera en Poza Rica de Hidalgo.[4]

Federal:
- Distrito electoral federal 5 de Veracruz con cabecera en Poza Rica de Hidalgo.[5]